# Episode Six
Episode Six (в 1968 году — The Episode) — британская поп-рок-группа, существовавшая в 1964—1969 годах. Группа известна благодаря тому, что в ней выступали два будущих участника Deep Purple - вокалист Ян Гиллан и басист Роджер Гловер.
Группа была основана бывшими участниками двух коллективов: The Lightnings (Шейла Картер, Грэм Диммок и Энди Росс) и The Madisons (Роджер Гловер, Тони Ландер и Харви Шилд). В начале 1970-х годов участники группы выступали как The Sheila Carter Band.

## История

### Episode Six
Совместная работа музыкантов началась в 1964 году, хотя первоначально они выступали только по пятницам, субботам и воскресеньям, так как Харви Шилд учился в школе и не мог работать по будням (иногда его заменял Лори Геллер), другие участники также были заняты работой или учебой в колледжах. Под нажимом агентов, группа решила сменить название и избрала Episode Six в честь романа «Danish Episode».
Репетиции группы проходили дважды в неделю в доме семьи Картеров. Вся группа (кроме Шейлы Картер) одевалась на выступлениях в аккуратные белые футболки и кожаные жилетки в стиле «Битлз». Вскоре, благодаря своим агентам по билетам, группа стала получать все больше и больше приглашений. Работы могло быть еще больше, но из-за желания Харви окончить школу, участники группы решили притормозить. Тем не менее, вскоре они стали записывать и выпускать демозаписи, а в 1965 году провели тур по Германии, после которого группу покинул основной вокалист Энди Росс.
Новым вокалистом коллектива стал Иэн Гиллан, который был известен по участию в Wainwright’s Gentlemen, а до этого в The Javelins, которая была известна в Англии. Приход Гиллана в июле 1965 года совпал с подписанием группой контракта с звукозаписывающим лейблом Pye Records. С этого времени все участники группы решили стать профессиональными музыкантами, распрощавшись с прежними местами учебы и работы. Группа давала по двадцать представлений в месяц, а к концу года был записан первый сингл — песня «Put Yourself In My Place» (созданный группой «The Hollies»). Композиция была выпущена в начале 1966 года.
После этого группа была приглашена пиратской радиостанцией «Wonderful Radio London» для участия в грандиозном опен-эйр шоу в мае 1966 года наряду с такой звездой как Дэвид Боуи. В этом году группа записала ряд синглов, но все они провалились в прокате. В сентябре группа выступила в рамках тура Дасти Спрингфилд, а в октябре дала концерт в знаменитом музыкальном клубе «Marquee Club». В ноябре того же года вышел первый сольный сингл Шейлы Картер — «I Will Warm Your Heart». Закончила год группа рождественским турне в Бейруте, где возглавила местные музыкальные чарты.
За 3 года выступлений группа обладала обширным репертуаром каверов и оригинальных композиций, которые могла представлять в разном порядке, в зависимости от публики. Кроме того, группа начала периодически выступать в программах BBC. В июне 1967 года группа выступила с мини-туром по паркам Лондона (тур был организован Советом Большого Лондона). В ходе тура группа дала два концерта по 45 минут каждый. После этого четыре месяца музыканты провели в Германии. После возвращения группу покинул Харви Шилд, так как постоянные переезды сказывались на его здоровье. Новым ударником коллектива стал Джон Керрисон, который до этого выступал в The Pirates (вместе с участником первого состава «Deep Purple» Ником Симпером). Когда он вошел в состав группы, музыканту вернулись в Германию, где выступали в различных клубах до конца 1967 года.
В начале нового 1968 года группа подписала контракт с MGM Records, после чего сократила своё название до The Episode. В мае 1968 года был издан сингл Little One, который стал единственной записью группы под новым названием, затем группа вернула старое название. Музыканты трижды выступили в шоу британского телевидения и исполнили десяток песен на радио в течение года. Вскоре группа приняла решение уволить Керрисона, который не смог поладить с другими музыкантами. Ему на замену был выбран Мик Андервуд из «The Outlaws».
Изданный в сентябре 1968 года сингл Lucky Sunday стал восьмым провалившимся в прокате синглом коллектива, даже несмотря на хорошие отзывы. В феврале 1969 был выпущен Mozart Vs The Rest, который был выпущен по многочисленным просьбам слушателей BBC Radio 1, которая транслировала композицию. Но, эти просьбы последовали слишком поздно — уже после того, как девятый сингл провалился в прокате.
В 1969 году группа начала работу над дебютным альбомом, который никогда не будет выпущен. В июне 1969 года выступление Episode Six в Лондоне посетили клавишник Джон Лорд и гитарист Ричи Блэкмор, которые искали замену не устраивавшим их участникам «Deep Purple»: вокалисту Роду Эвансу и басисту Нику Симперу. Эти замену были найдены в лице Яна Гиллана и Роджера Гловера, соответственно. Хотя, даже перейдя в стан «темно-фиолетовых» Гиллан и Гловер продолжили выступать с их прежней группой до завершения всех контрактных обязательств.

### Распад Episode Six и Sheila Carter Band
На некоторое время два вакантных места в «Эпизоде» занял один человек — вокалист и басист Джон Густафсон. С 1969 года, после ухода Грэма Диммока, группа выступала квартетом (Шейла Картер как основная вокалистка и клавишница; Джон Густафсон как басист и вокалист; Мик Андервуд как ударник; и Тони Ландер как гитарист). Однако никакой продуктивной работы не получалось. Той группы, которая сложилась до ухода Гиллана и Гловера, уже не существовало. «Эпизод» стал превращаться в сольный проект Шейлы Картер. В последний состав группу помимо Картер и Ландера (единственные музыканты, не покидавшие группу) вошли басист Тони Дэнжерфилд и ударник Дэйв Лоусон (последний затем станет участником группы «The Greenslade»). Новая группа, ставшая известной как The Sheila Carter Band дала с 1972 по 1974 год ряд локальных выступлений и концертов, пока Шейла Картер не сосредоточилась окончательно на сольной работе.

## Дискография

### Синглы
- Put Yourself in My Place[1] (21 января 1966 года)
- When I Hear Trumpets Blow (29 апреля 1966 года)
- Here, There and Everywhere[2] (19 августа 1966 года)
- Love, Hate, Revenge (3 февраля 1967 года) (в качестве исполнителя указано: Sheila Crater & Episode Six)
- Morning Dew[3] (9 июня 1967 года)
- I Can See Through You (6 октября 1967 года)
- Little One (3 мая 1968 года) (в качестве исполнителя указано: The Episode)
- Lucky Sunday (25 октября 1968 года)
- Mozart Vs The Rest (14 февраля 1969 года)

### Компиляции
- Put Yourself In My Place (1987 год)
- The Complete Episode Six: The Roots of Deep Purple (1991 год)
- BBC Radio 1 Live 1998/1969 (1997 год)
- Cornflakes and Crazyfoam (2002 год)
- Love, Hate, Revenge (2005 год)